# David Paetkau
David E. Paetkau (Vancouver, 10 de novembro de 1978) é um ator canadense, mais reconhecido pelo seu personagem Sam Braddock, da série policial Flashpoint, produzida pelas emissoras CBS e CTV.

## Biografia

### Início
David Paetkau passou sua infância morando em Vancouver e antes de se comprometer com a carreira de ator, David gastou alguns anos pela Europa e Oriente Médio. Durante esse tempo, ele passou quatro meses trabalhando num kibutz em Israel.
Sua primeira grande oportunidade foi no filme Vale Tudo 2: Quebrando o Gelo, onde interpretou o mais popular e temido rapaz da escola, Chuck Wheeler em 2002. 
Em 2003 teve o papel de Evan Lewis no filme de terror/suspense Premonição 2. Alguns anos depois apareceu em Eu Sempre Vou Saber o Que Vocês Fizeram no Verão Passado no papel de Colby Patterson. Outros créditos no cinema incluem o suspense teen Comportamento Suspeito e ainda o filme de ação da Sci-Fi Aliens vs. Predator 2.

### Whistler
Em 2006, ele conseguiu seu primeiro papel regular em uma série para a televisão. David entrou para o elenco principal da série da CTV, Whistler, como o jovem Beck McKaye, que morre no início da série e continua aparecendo para os outros personagens. David permaneceu na série por dois anos. Ele passou então a fazer participações especiais nas séries como LAX, Taken, CSI: Miami, Smallville, First Wave, Stargate SG-1, Eureka, Justiça e Criminal Minds

### Flashpoint
Em 2008, David conseguiu o papel de Sam Braddock, um dos protagonistas da série Flashpoint, que também é estrelada pela cantora Amy Jo Johnson e pelos atores Hugh Dillon e Enrico Colantoni. Flashpoint é um drama policial filmado em Toronto e produzido pela emissora canadense CTV em parceria com a emissora dos Estados Unidos, CBS. A série estreou no horário mais lucrativo da CBS entre as séries de sucesso Ghost Whisperer e Numb3rs. Seu personagem Sam, ou Sammuel, é mais novo policial da equipe e viveu uma triste experiência quando trabalhou no Afeganistão. Ele é o par romântico da personagem Jules Callaghan (Amy Jo Johnson).
Em 2009, Flashpoint foi indicada ao prêmio mais importante da indústria televisiva do Canadá, o Gemini Awards, recebendo o prêmio na categoria "Melhor Série Dramática". Em 2010, a série estreou a sua terceira temporada e foi renovada para mais uma temporada que terá as gravações em janeiro de 2011.

## Vida Pessoal
Além de sua paixão pelas artes cênicas, David Paetkau é um grande fã de hóquei no gelo. Ele é há muitos anos fã do Vancouver Canucks. Depois de dois anos de namoro, em 28 de fevereiro de 2009 David casou com a atriz Evangeline Duy.